# JMJ Records
JMJ Records — американський лейбл звукозапису, заснований діджеєм Jam Master Jay (справжнє ім'я: Джейсон Мізелл). Спеціалізувався на виданні музики в жанрі хіп-хоп. Компанія зробила внесок у розвиток кар'єр ранніх Onyx, 50 Cent.
Після жорсткого вбивства музиканта у 2002 лейбл припинив своє існування. Каталог викупили Rapp Records.

## Колишні артисти
- Fam-Lee
- 50 Cent
- Onyx
- Black Child
- Jayo Felony
- The Afros
- Suga

## Дискографія
- 1990: Kickin' Afrolistics — The Afros
- 1992: Runs in the Fam-Lee  — Fam-Lee
- 1993: Bacdafucup — Onyx
- 1995: All We Got Iz Us — Onyx
- 1996: Cream Team EP — різні виконавці
- 1998: Take a Ride — Jayo Felony
- 1998: Shut 'Em Down — Onyx